# Kakerbeck
Kakerbeck is een plaats en voormalige gemeente in de Duitse deelstaat Saksen-Anhalt, en maakt deel uit van de stad Kalbe (Milde) in de Landkreis Altmarkkreis Salzwedel.
Kakerbeck telt 921 inwoners.

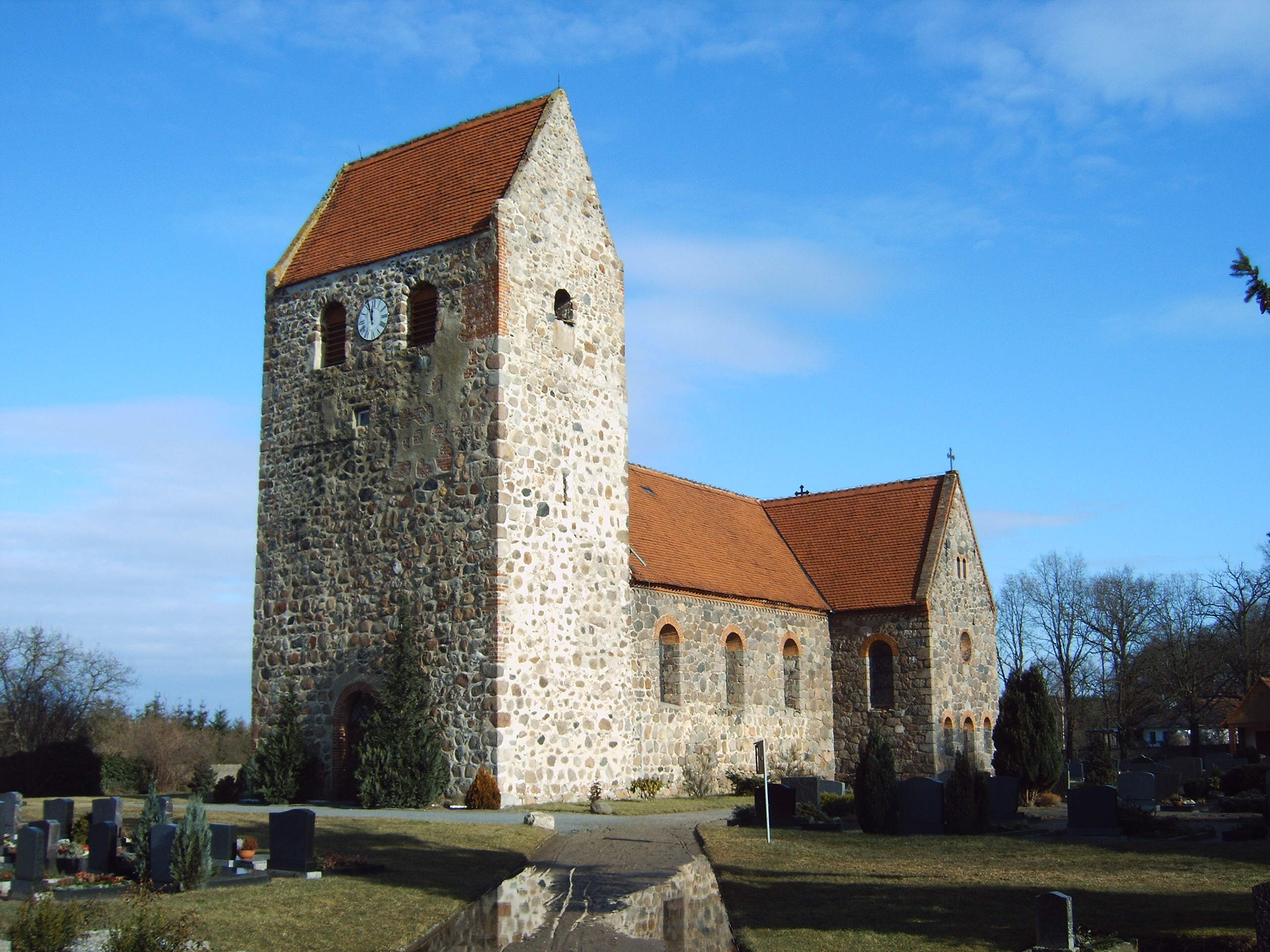
Dorpskerk te Kakerbeck (Saksen-Anhalt)

## Niet te verwarren met
Kakerbeck bij Ahlerstedt in Nedersaksen, ten zuidwesten van Hamburg.